# ملتقى لوز أخضر
ملتقى لوز أخضر أو ملتقى أدب الشباب هو ملتقى ثقافي فلسطيني تنظمه مجلة فلسطين الشباب بالتعاون مع مركز خليل السكاكيني الثقافي في رام الله. ويعتبر هذا الملتقى أول عمل من نوعه الذي يحتضن إبداعات كتّاب فلسطينيين شباب ويفعل الحركة النقدية. يجرى رام الله في فلسطين مما يسمح بمشاركة الكُتّاب الأراضي الفلسطينية المحتلة عام 48.
ويتضمّن هذا الملتقى لقاءات أدبية شهرية بمشاركة كتّاب مجلة فلسطين الشباب وكاتب ضيف حيث تتم قراءة النصوص من مشاركات الكتاب وتُناقش مع الحضور. أقيمت الحلقة الأولى من ملتقى لوز أخضر يوم السبت 15 مايو 2010 في الذكرى الثانية و الستين للنكبة. أما كُتّاب غزة و كُتّاب الشتات فيحضرون افتراضياً من خلال تقنية الفيديو كونفرانس.
«لوز (فلسطيني) أخضر» عابر للحواجز والحدود . فلسطين الشباب
1. ↑  موقع مجلة فلسطين الشباب على الإأنترنت "نسخة مؤرشفة". مؤرشف من الأصل في 2021-03-12. اطلع عليه بتاريخ 2021-03-22.{{استشهاد ويب}}:  صيانة الاستشهاد: BOT: original URL status unknown (link)